# رالف هارتلي ويتمور
رالف هارتلي ويتمور (بالإنجليزية: Ralph H. Wetmore)‏ (27 أبريل 1892 - 28 أبريل 1989) أستاذ علم النبات في جامعة هارفارد من عام 1926 حتى عام 1962 والمعروف عنه دراسته لنمو النبات والتنمية .